# Beiyang, Guangdong
Beiyang (kinesiska: 陂洋) är en köping i sydöstra Kina. Den ligger i Lufeng i staden Shanwei i provinsen Guangdong, omkring 260 kilometer öster om provinshuvudstaden Guangzhou. Antalet invånare är 36 643. Befolkningen består av 18 433 kvinnor och 18 210 män. Barn under 15 år utgör 33 %, vuxna 15-64 år 60 %, och äldre över 65 år 6,0 %.